# Tavil

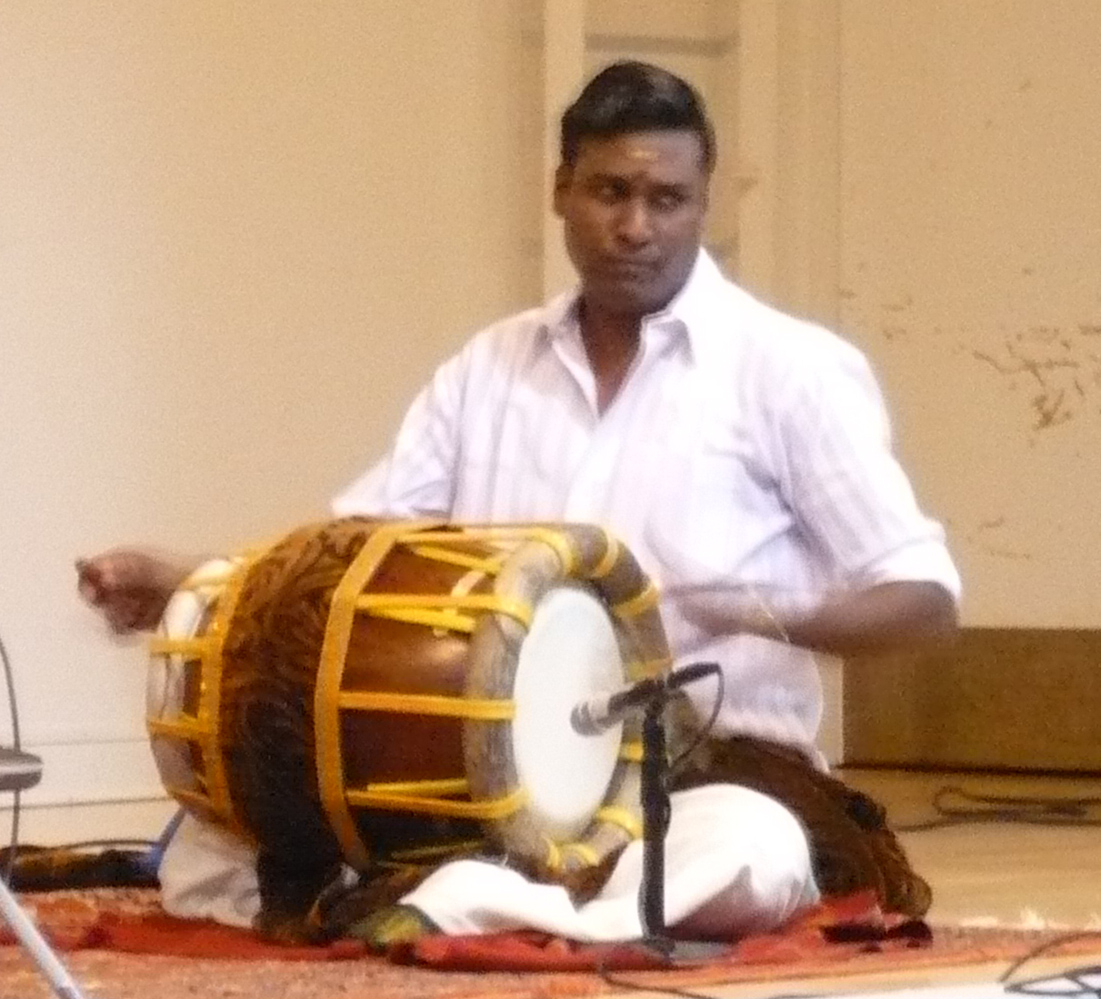
Tavil-Spieler

Tavil, auch thavil, ist eine zweifellige Fasstrommel, die in der südindischen Volksmusik, bei religiösen Prozessionen, Tempelfesten und in der klassischen Musik Südindiens gespielt wird. Sie begleitet üblicherweise das Doppelrohrblattinstrument nadaswaram oder die mukhavina, eine kleinere Variante dieses Blasinstruments.

## Bauform
Der Korpus der tavil ist beidseitig bezogen, auf einer Seite mit einem Bassfell und auf der anderen mit einem stark gespannten Fell. Der Name tavil, die Bauform und Spielweise sind mit davul für die osmanische Militärtrommel, duhul in Persien und dawula (daula) für eine große Zylindertrommel in Sri Lanka verbunden.

## Spielweise
Das Bassfell schlägt man mit einem Stock, während die hohe Seite mit harten Finkerkappen in rasender Geschwindigkeit gespielt wird. Zu den devotionalen melam-Ensembles, die bei Tempelfesten im Freien auftreten, gehören in Tamil Nadu neben nadaswaram und tavil häufig die zweiteilige Zylindertrommel pambai und Zimbeln.
Herausragende Virtuosen der klassischen Musik sind Ramesh Shotham, V. Subramaniam und Palanivel. In Deutschland machte auch Paramashivam Pillai aus Madurai diese laut tönende Trommel bekannt.